# ベトナム共和国海軍

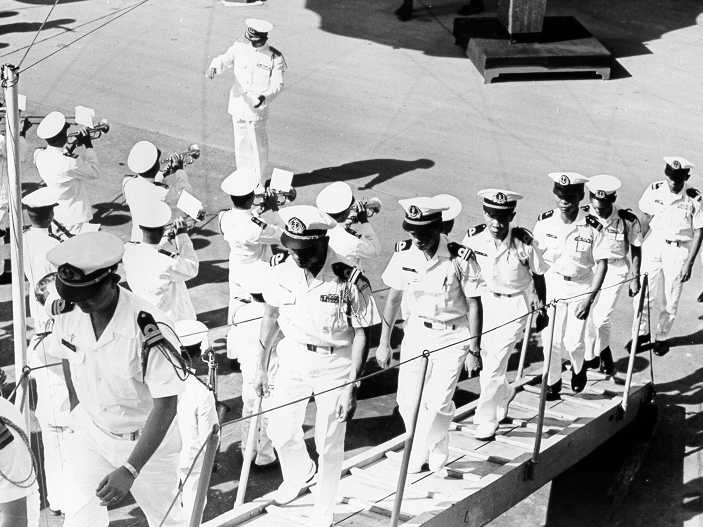
新たに購入されたフリゲート艦「チャン・クアン・カイ(Trần Quang Khải)」（旧米沿岸警備艇「ベーリング・ストライト(Bering Strait)」）に乗り込む共和国海軍の将兵。

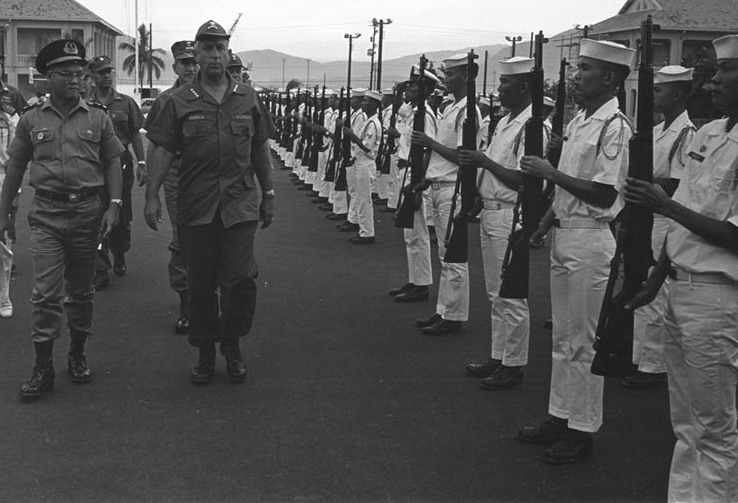
共和国海軍作戦部長のチャン・バン・チョン提督（左）と米海軍作戦部長のトーマス・モーラー提督（左中央）。1969年9月、米海軍からの河川巡視任務の引き継ぎに関する式典にて。水兵らはM1ガーランド小銃を手にしている。

ベトナム共和国海軍（ベトナム語：Hải quân Việt Nam Cộng hòa / 海軍越南共和 - HQVNCH、英語：Republic of Vietnam Navy - VNN）はベトナム共和国（南ベトナム）における海軍であり、ベトナム共和国軍を構成する軍種の1つである。単に南ベトナム海軍とも呼ばれる。初期にはフランスから給与された小型舟艇が主力だったが、1955年以降はアメリカからの供与を受けた。長年にわたるアメリカによる支援の結果、共和国海軍はおよそ42,000人の将兵、672隻の両用戦艦艇、20隻の機雷戦艦艇、540隻の哨戒艇、56隻の支援艦艇、242隻のジャンクを擁する世界最大規模の海軍の1つとなった。

## 歴史

### 設立まで
共和国海軍の起源は1952年のフランス海軍まで遡る。1949年に締結されたエリーゼ合意では、ベトナムにおける軍組織の指揮権は1954年までにフランスからベトナム国政府に移るとされており、これに基づいてベトナム国軍の設置が行われた。ただし、その後ベトナム国政府の要請によって海軍に関しては1955年8月20日までフランス軍が防衛に責任を持つこととされた。1955年8月20日、22隻の艦艇とおよそ2,000人の将兵をもって国軍の一部たる海軍が設置され、同年10月26日のベトナム共和国の成立に伴ってベトナム共和国海軍と改名される。以後はアメリカから派遣された南ベトナム米軍事援助顧問団(Military Assistance Advisory Group - MAAG)の支援によってさらに拡張された。

### 沿岸警備隊
1956年、ベトナム民主共和国（北ベトナム）は海路を利用したベトナム共和国に対する兵員及び装備の浸透を開始した。これに対してベトナム共和国海軍は、沿岸海上船団（ベトナム語: Lực Lượng Hải Thuyền）の編成を行ったのである。これは地方軍不正規部隊や臨時に徴用された地元漁師がジャンク船を持ち寄って編成した部隊で、非武装地帯周辺の海域を警備した。この部隊はのちに沿岸部隊（ベトナム語: Duyên đoàn）と改名され、沿岸1900kmの海岸線を警備担当区域とした。ただし沿岸部隊は海軍ではなく地方軍の指揮下にあり、海軍に移管されたのは1965年になってからだった。1965年の段階で、その規模は100隻を超えていた。

### 海軍の増強
| 年度 | 兵力   | 保有艦艇数 |
| ---- | ------ | ---------- |
| 1955 | 2,000  | 22         |
| 1961 | 5,000  | 220        |
| 1964 | 8,100  | ?          |
| 1967 | 16,300 | 639        |
| 1973 | 42,000 | 1,400      |

1950年代後半、アメリカ海軍による艦船貸与と訓練を受け、ベトナム共和国海軍は近代化と拡張を重ねた。1961年の段階で、ベトナム共和国海軍は23隻の艦船、多数の中型揚陸艦、197隻の小型舟艇、及びおよそ5,000人の人員を擁していた。これは年々拡大する脅威に対しては不十分な戦力と見なされており、1962年から1964年にかけてはより急速な拡大が図られ、訓練施設や修理拠点、各種支援施設などが新たに設立され、通信設備及び環境が一新された他、組織構造及び制度の刷新も行われた。これに伴い船舶数は44隻、人員は8100人まで増加した。
その後も引き続き海軍戦力の増強が行われ、1967年末までに将兵16,300名、艦船65隻、河川戦闘団(River Assault Group, RAG)の舟艇232隻、ジャンク船290隻、その他の舟艇52隻という規模まで拡大が図られた。1968年に入ると、共和国海軍は教育課程の改善及び拡大を優先するようになる。これはアメリカからの支援に頼らずに有能な人員を供給することを期待したものであった。1968年末には援助計画の完了に伴い、貸与されていたアメリカ海軍の物資等がそのまま共和国海軍へ給与された。

### 「ベトナム化」

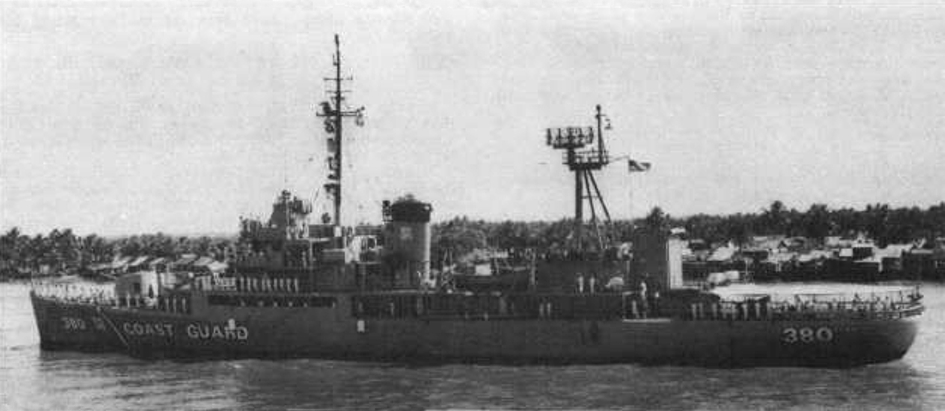
ベトナム戦争で行動中のアメリカ沿岸警備隊のカッター「ヤクタト(Yakutat)」。1971年に南ベトナム海軍に編入され、哨戒艦「チャン・ニャット・ヅゥアト(Trần Nhật Duật, 漢字表記：陳日燏)」）となる。

1969年初頭、リチャード・ニクソン米大統領はベトナム化(Vietnamization)として知られる声明を発表した。この声明によって始まったベトナム化プロセスのうち、海軍に関する部分はACTOV（Accelerated Turnover to the Vietnamese, 「ベトナムへの早急な引継ぎ」の意味）と呼ばれ、ベトナムに展開していたアメリカ海軍及びアメリカ沿岸警備隊の河川警備艇及び河川哨戒艇などの舟艇、司令部や作戦基地などの施設の引渡しが順次行われていった。1969年中頃、ベトナムにおける最後のアメリカ軍水上部隊であった機動沿岸部隊(Mobile Riverine Force, MRF)が解体され、64隻の河川戦闘艇がベトナム共和国海軍に引き渡された。1970年末までに米海軍はベトナム全土における作戦行動を全て中止し、最終的に293隻の河川哨戒艇と223隻の河川戦闘艇がベトナム共和国海軍に引き渡された。
さらに1970年から1971年の間にベトナム沿岸及び周辺公海上の警備活動を中止した。これらの作戦をベトナム共和国海軍に改めて委任するべく、アメリカ海軍は4隻のアメリカ沿岸警備隊のカッター、レーダーピケット艦として1隻の護衛駆逐艦、1隻の戦車揚陸艦、及び複数の軍港施設、機雷戦艦艇、様々な支援艦艇などを譲渡した。1972年8月、アメリカ軍が最後まで残っていた16箇所の沿岸レーダー施設を共和国海軍に引渡し、沿岸警備任務が完全に引き継がれた。1973年の段階で、ベトナム共和国海軍は42000人の将兵と1400隻の艦船を有していた。

### 終焉
1973年から1974年にかけて、パリ和平協定での合意に基づき、アメリカによるベトナム共和国への財政支援は大きく減少した。共和国海軍もこの影響を受け、全体の作戦行動はおよそ半分に減らされ、河川での戦闘及び哨戒任務も70%に削減された。さらに600隻以上の河川舟艇と22隻の艦船は燃料等物資の消費を抑えるべく係船された。
1974年1月19日、ダナンから200海里(370km)の西沙諸島沖に当たる海域にて4隻のベトナム共和国海軍艦艇が中国人民解放軍海軍艦船と交戦状態に入った（西沙諸島の戦い）。この戦闘で共和国海軍の掃海艇Nhựt Tảo (HQ-10)が沈没、フリゲートLý Thường Kiệt (HQ-16)が大破、護衛駆逐艦Trần Khánh Dư (HQ-4)及び哨戒艦Trần Bình Trọng (HQ-5)が小破するという損害を受け、結果として西沙諸島は中国軍の支配下に置かれた。
1975年春、北ベトナム軍は南ベトナムの北部及び中部を完全に掌握し、1975年4月30日にはベトナム共和国の首都サイゴンが陥落した。しかし共和国海軍のキエム・ド大佐は極秘裏に用意されていた計画に基づき、海軍及び民間の船舶35隻を用いて30,000人の海軍将兵とその家族、及び一部の民間人の脱出を図ったのである。ベトナムを離れたキエム大佐の船団は米海軍第7艦隊と合流し、その後フィリピンのスービック湾軍港へと向かった。こうしてフィリピンに辿り着いた多くのベトナム船はフィリピン海軍に編入されたが、中型揚陸艦Lam Giang(HQ-402)、給油船HQ-474、砲艦Kéo Ngựa (HQ-604)の3隻は難民及び乗組員を他の艦船に移した後、外海にて自沈した。

## 組織

### 艦隊司令部
共和国海軍の艦隊司令部は海軍作戦部長の指令に基づき、艦隊に対する艦船の割り当てを決定する権限を備える。各艦隊司令官は各海域、沿岸域、河川区域、ルンサ特別区における各艦船の活動を監督した。いずれの艦船もサイゴンを母港と定めていた。また展開に際して必要と認められる場合、各管区ごとに臨時司令部となる軍港が定められていた。
- 第1沿岸域 (I Coastal Zone) - ダナン
- 第2沿岸域 (II Coastal Zone) - ニャチャン/クイニョン
- 第3沿岸域 (III Coastal Zone) - ブンタウ/カントー/チャウドク
- 第4沿岸域 (IV Coastal Zone) - アンチョイ（ベトナム語版）/フーコック島
- ルンサ特別区 (Rung Sat Special Zone) - ニャベ（ベトナム語版）

### 小艦隊
共和国海軍は2個小艦隊を有し、それぞれ哨戒小艦隊と兵站小艦隊の任務を帯びていた。第1小艦隊は巡視船4個中隊で編成され、またLSSLやLSILといった上陸用舟艇も編成に含まれた。通常は河川区域またはルンサ特別区にて活動したが、必要に応じて第4沿岸域にも展開した。このうち少なくとも半数が常時作戦地域にて活動しており、通常は1回の出撃あたり40日から50日の期間が費やされた。その他、艦隊司令部付の巡視船も河川区域における哨戒や艦砲射撃支援などに従事した。これら哨戒小艦隊の一部は船団護衛の任務を帯びてカンボジア国境に沿ったメコン川流域に展開した。
第2小艦隊は輸送艦船2個中隊で編成され、南ベトナム全土の拠点にて海軍部隊への物資人員の供給を担った。輸送艦船は艦隊司令官の指揮下にあり、また統合参謀本部中央兵站司令部に所属する共和国海軍兵站参謀次長からの作戦命令を受けた。

### ベトナム共和国海兵隊師団
海兵師団の起源は、1953年にフランスで訓練された海軍コマンドとして設立されたベトナム海兵隊まで遡り、1954年に当時の首相兼国防大臣だったゴ・ディン・ディエムによって編成された。1970年以降、ニクソン・ドクトリンに基づくベトナミゼーションを反映して、CIDGが終了し南ベトナム海兵隊などの精鋭部隊に転換されていった為大きく成長した。独立した中部高原を拠点とするベトナムレンジャーに取って代わり、志願兵の最も人気のある精鋭部隊となった。 海兵師団は、ベトナム人民軍の攻撃地点や侵攻地点に配備されることを意図したエリートで機動性の高い部隊で、ベトナム化のもとでの戦略的転換とともに一般予備役部隊を形成した。 それまでに、訓練レベルはかなり向上し、ベトナム化を監督したクレイトン・エイブラムス米陸軍大将は、南ベトナムの空挺師団と海兵師団にはPAVNに匹敵する部隊がなかったと述べた。

### 特殊部隊
特殊部隊としてベトナム共和国海軍特殊部隊(Liên Đoàn Người Nhái(LDNN))を保有していた。1961年からアメリカの水中破壊工作部隊(UDT)およびNavy SEALsから訓練を受けて設立され、Navy SEALsと共に作戦を行っていた。

### 訓練
共和国海軍の訓練は、サイゴンやニャチャン、カムラン湾などの海軍司令部に設置された訓練局にて行われた。

### サイゴン海軍造船所
サイゴン海軍造船所はサイゴン川の南西側、南シナ海からおよそ30km地点に位置し、広さは57-エーカー (230,000 m2)であった。また、当時の東南アジアでは最大級の工業団地が併設されていた。1863年、フランス軍が設置した補給修理基地がその母体となっている。1969年の段階でおよそ1800人の従業員が勤務していた。